# Svea Säflund
Svea Ingeborg Säflund, född 10 december 1906 i Uppsala, död 25 november 1995 i Uppsala, var en svensk skulptör, målare och tecknare.
Hon var dotter till vaktmästaren Carl Oscar Andersson och Ester Ingeborg Isacsson samt mellan 1929 och 1951 gift med Martin Säflund. Hon studerade konst för Martin Säflund 1928 och vid Otte Skölds målarskola i Stockholm 1937 samt under ett flertal resor till Italien 1935–1955 samt England. Tillsammans med Gunnar Morin ställde hon ut på Smålands nation i Uppsala 1942 och hon medverkade i utställningen Åtta Uppsalakonstnärer på Gästrike-Hälsinge nation i Uppsala 1937 samt Uplands konstförenings salonger i Uppsala. Hennes konst består av realistiska porträttskulpturer i gips, samt porträtt i pastell samt tuschteckningar.